# 麦迪逊 (佛罗里达州)
麦迪逊（英語：Madison），是美国佛罗里达州麥迪遜縣下属的一座城市。建立于1945年。面积约为6.7平方公里（约合2.5平方英里）。根据2010年美国人口普查，该市有人口2,843人。论人口在本州排行第255。